# Кантер, Герд
Герд Ка́нтер (эст. Gerd Kanter; 6 мая 1979, Таллин, СССР) — эстонский метатель диска, олимпийский чемпион и чемпион мира. Трижды признавался лучшим спортсменом года в Эстонии (2007, 2008 и 2011). Кавалер ордена Белой звезды 4-го (2006) и-го 1 класса (2009).

## Карьера
Принимал участие в Олимпийских играх 2004 года, однако не добрался до финала. В 2005 году завоевал серебряные медали на чемпионате мира по лёгкой атлетике и на мировом легкоатлетическом финале ИААФ. В том же году он стал победителем Универсиады в Измире.
На чемпионате Европы 2006 года в шведском Хельсингборге Кантер четырежды метнул диск за 70 метров (результаты по попыткам 69,46 – 72,30 – 70,43 – 73,38 – 70,51 – 65,88 м), однако в финале проиграл Виргилиюсу Алекне, заняв в итоге второе место. В 2007 году на чемпионате мира в Осаке Кантер стал чемпионом, метнув диск на 68,94 м. В следующем году на пекинской Олимпиаде Кантер завоевал звание олимпийского чемпиона с результатом 68,82 м, опередив поляка Петра Малаховского. В 2009 году на чемпионате мира по лёгкой атлетике в Берлине Кантер стал бронзовым призёром, метнув диск на 66,88 м. Через 2 года на чемпионате мира в Тэгу выиграл серебро с результатом 66,95 м, более 2 метров уступив чемпиону Роберту Хартингу. Летом 2012 года завоевал серебро на чемпионате Европы в Хельсинки, вновь уступив Хартингу (66,53 м против 68,3 м).
Личный рекорд — 73,38 м (4 сентября 2006, Хельсингборг, Швеция). Лишь два спортсмена в истории метали диск дальше: рекордсмен мира Юрген Шульт (74,08 м, 1986 год) и Виргилиюс Алекна (73,88 м, 2000 год).